# Baltasar Porcel

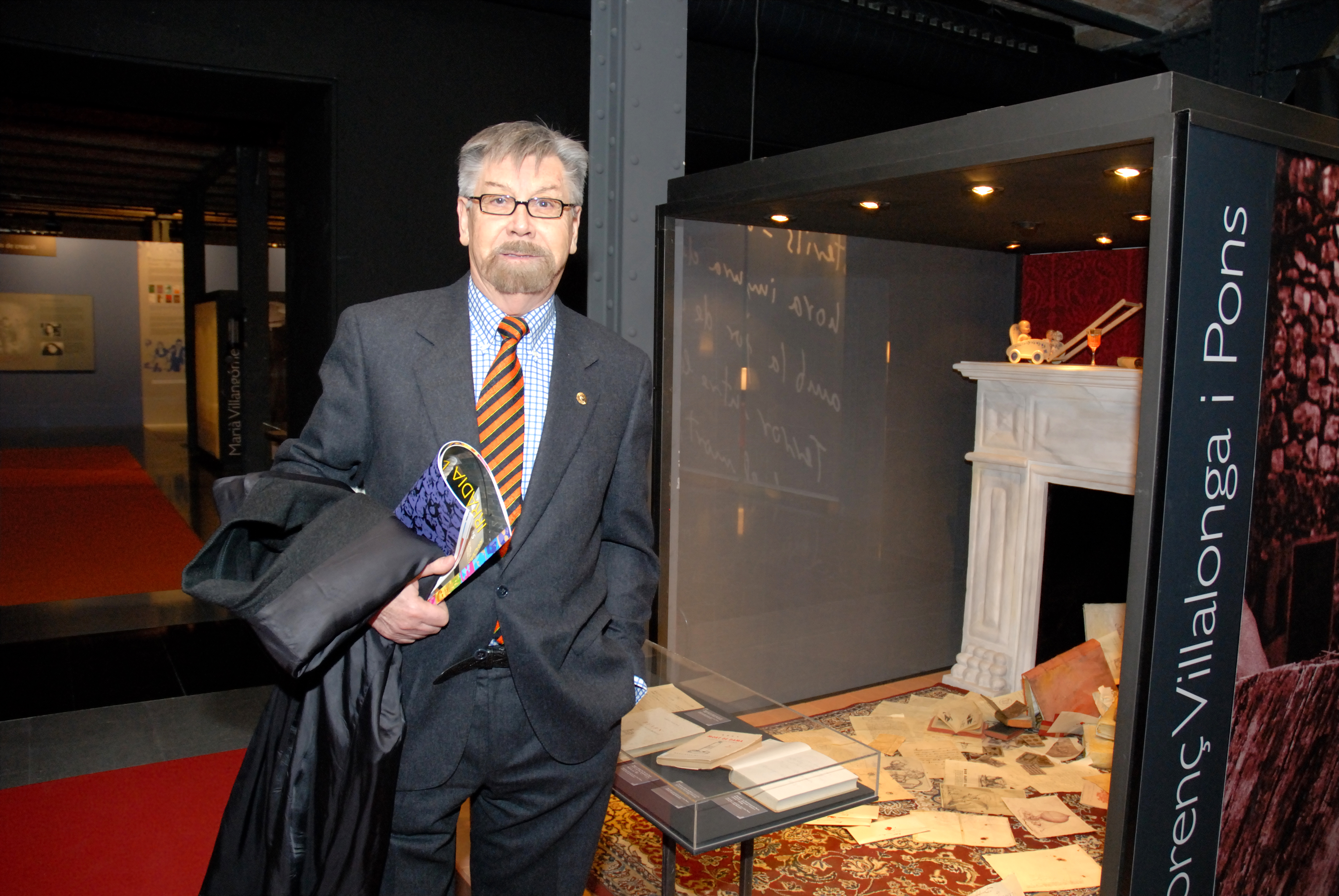
Baltasar Porcel

Baltasar Porcel i Pujol (Andratx, 14 maart 1937 - Barcelona, 1 juli 2009) was een Catalaans schrijver en journalist.
Als schrijver publiceerde Porcel een lange lijst werken in het Catalaans in de meest diverse genres, zoals romans, reisverhalen, toneelwerk  en essays. Zijn werk werd vertaald in het Nederlands, Castiliaans, Engels, Frans, Italiaans en Vietnamees. Porcel kreeg diverse onderscheidingen, zoals de Premi Sant Jordi de novel·la, de Premi Josep Plá en  de Premi Ramón Llull. 
Als journalist werkte hij mee aan La Vanguardia, Última Hora en bij Catalunya Ràdio. In 2000 werd hij voorzitter van het Institut Català de la Mediterrània. Porcel overleed in juli 2009 aan een hersentumor.

## Werken (selectie)
- Solnegre
- La lluna i el Cala Llamp
- Els escorpins
- Els argonautes
- Difunts sota els ametllers en flor
- L'emperador o l'ull del vent (vertaald in het Nederlands: De Keizer of het oog van de storm)
- Cavalls cap a la fosca (vertaald in het Nederlands: In galop het duister in)
- Les pomes d'or
- Els dies immortals
- Les primaveres i les tardors
- El divorci de Berta Barca
- Renata davanti allo specchio, filmscenario in samenwerking met de actrice Eva Basteiro-Bertoli.
- El misteri de l'alzinar i altres contes (korte verhalen)
- Les illes encantades (reisverhalen)
- Els dolços murmuris de la mar (toneel)
- Arran de mar (non-fictie)

## Prijzen en onderscheidingen
Zes van zijn werken werden met de Serra d'Or-kritiekprijs voor literatuur en essay bekroond:
- 1968 Arran de mar
- 1969 Els argonautes
- 1971 Difunts sota els ametllers en flor.
- 1976 Cavalls cap a la fosca
- 2002 L'emperador o l'ull del vent (ook bekroond met de Lletra d'or in hetzelfde jaar)
- 2005 Olympia a mitjanit